# Vepor
Vepor je zalesněný vrch o nadmořské výšce 1 277 m v severní části pohoří Poľana nad obcí Strelníky. Díky zachovalé přírodě leží v CHKO Poľana a hřeben mezi Veporem a Hrbem (1 255 m) tvoří národní přírodní rezervaci Ľubietovský Vepor.

## Přístup
- Po  značce po hřebeni od Poľany přes kótu Kopce
- Po  značce z Hrbu a od Chaty pod Hrbem